# Yuki Tanaka
Yuki Tanaka (田中 利幸, Tanaka Toshiyuki), né le 26 mai 1949, est professeur d'histoire à l'université de Hiroshima.
Il a beaucoup travaillé sur les crimes de guerre commis par les forces armées japonaises et la prostitution forcée dans les territoires occupés par l'empire du Japon ainsi que sur le Japon sous la domination de l'armée américaine. Il écrit aussi sur le droit des conflits armés.

## Ouvrages
- Hidden Horrors: Japanese War Crimes in World War II, Westview Press (1996)  (ISBN 0-8133-2718-0)* Japan's Comfort Women: Sexual Slavery and Prostitution During World War II and the US Occupation, Routledge (2001)  (ISBN 0-415-19401-6)
- (co-edited with Marilyn B. Young) Bombing Civilians: A Twentieth Century History, The New Press (2009)  (ISBN 1-59558-363-7)

## Source de la traduction
- (en) Cet article est partiellement ou en totalité issu de l’article de Wikipédia en anglais intitulé « Yuki Tanaka (historian) » (voir la liste des auteurs).